# Marcel Manoël
Pour les articles homonymes, voir Manoel.
Marcel Manoël est un pasteur de l'Église réformée de France, né en 1945 à Saint-Jean-du-Gard. Il est président du conseil national de l'Église réformée de France de 2001 à 2010. 

## Biographie
Marcel Manoël est né en 1945 à Saint-Jean-du-Gard. Après avoir étudié la théologie à la faculté de théologie protestante de Montpellier, à Lausanne et Genève, il est pasteur à Brazzaville et enseignant à l'école pastorale du Congo de 1968 à 1972. Après son retour en France, il est pasteur proposant à Nancy de 1972 à 1973. Puis, il repart en Afrique, à Bangui dans la République centrafricaine où il est pasteur de 1973 à 1977. De 1977 à 1988, il est pasteur à Clermont-Ferrand et célèbre le culte au temple protestant de Clermont-Ferrand.
Il est nommé président du conseil régional Centre-Alpes-Rhône de l'Église réformée de France entre 1988 et 1996. Puis il est pasteur à Nîmes dans la paroisse de l'Oratoire, de 1996 à 2001. Marcel Manoël est membre du conseil national de l'Église réformée de France de 1986 à 1990 et coprésident du comité mixte catholique-protestant en France de 1992 à 1998.  Il est président du conseil national de l'Église réformée de France de 2001 à 2010.
Il est membre du comité central du Conseil œcuménique des Églises (1998-2006) et du comité de parrainage de la Coordination pour l'éducation à la non-violence et à la paix.
De 2010 à 2018, il a présidé la Fondation Diaconesses de Reuilly.
Il est le grand-père de la joueuse de football Camille Catala.

## Distinctions
- Chevalier de l'ordre national du Mérite, 2009
- Chevalier de la Légion d'honneur, 2013[3]

### Publications
- (coll.) « L'agitation et le rire » Contribution critique au débat Justice, Paix et Sauvegarde de la Création, Les Bergers et les Mages, 1989.
- Vivre avec Christ, Les Bergers et les Mages, 1999.
- (coll.) A la découverte de Jean Calvin, Carême protestant, Olivétan, 2009.